# Herpetogramma brunnealis
Herpetogramma brunnealis là một loài bướm đêm trong họ Crambidae.